# Житниково (Лихославльский район)
Житниково — деревня в Лихославльском районе Тверской области.

## География
Находится в центральной части Тверской области на расстоянии приблизительно 39 км на север-северо-восток по прямой от районного центра города Лихославль.

## История
Деревня была отмечена как Житникова ещё на карте Менде, состояние местности на которой соответствует 1848 году. В 1859 году здесь было учтено 16 дворов. До 2021 деревня входила в Толмачёвское сельское поселение (Тверская область) Лихославльского района до его упразднения.

## Население
Численность населения: 127 человек (1859 год), 5 (карелы 80 %) в 2002 году, 1 в 2010.